# Zaommoencyrtus brachytarsus
Zaommoencyrtus brachytarsus is een vliesvleugelig insect uit de familie Encyrtidae. De wetenschappelijke naam is voor het eerst geldig gepubliceerd in 1998 door Xu & He.